# Le Ravin Madelon
Le Ravin Madelon is een helling uit de Belgische Provincie Henegouwen. De helling loopt langs de scheepslift van Strépy-Thieu en overbrugt eenzelfde hoogteverschil.

## Wielrennen
De helling is opgenomen in de Cotacol Encyclopedie met de 1.000 zwaarste beklimmingen van België. Ze maakt jaarlijks deel uit van de wielertoeristentocht Les Cotacols du Centre.